# Tabuyung
Tabuyung is een bestuurslaag in het regentschap Mandailing Natal van de provincie Noord-Sumatra, Indonesië. Tabuyung telt 3140 inwoners (volkstelling 2010).